# 존 시스템
존 시스템(Zone System)은 최적의 필름 노출과 현상을 결정하기 위한 사진 기술로, 앤설 애덤스와 프레드 아처가 공식화했다. 애덤스는 존 시스템을 "[...] 내 발명품이 아니다. 이것은 1939~40년경 로스앤젤레스 아트 센터 학교에서 프레드 아처와 내가 작업한 감광도 측정 원리를 체계화한 것이다."라고 설명했다.
이 기술은 허터와 드리필드의 19세기 후반 감광도 측정 연구를 기반으로 한다. 존 시스템은 사진작가에게 사진 피사체를 시각화하는 방식과 최종 결과 사이의 관계를 정확하게 정의하는 체계적인 방법을 제공한다. 존 시스템은 흑백 시트필름에서 출발했지만 흑백과 컬러, 네거티브와 리버설 롤필름, 디지털 사진에도 적용 가능하다.

## 같이 보기
- 디지털 네거티브
- 회색조